# Объединённая таджикская оппозиция
Объединённая таджикская оппозиция (тадж. Иттиҳодияи нерӯҳои оппозитсиони тоҷик) — союз либеральных, националистических и исламистских мятежников, которые с 1992 по 1997 гг. сражались против правительственных войск в гражданской войне. Большинство членов ОТО остановили борьбу с правительством в 1997 году.

## Политические лидеры ОТО
- Саид Абдулло Нури — Председатель КНП от ОТО;
- Ходжи Акбар Тураджонзода — руководитель ОТО на межтаджикских переговорах о мире;
- Мохаммадшариф Химматзода — член КНП от ОТО;
- Давлатназар Худоназаров — кандидат от оппозиционных партий на президентских выборах в 1991 года;
- Ойнихол Бобоназарова — Демократическая партия Таджикистана;
- Джума Ниязов — член КНП от ОТО;
- Абдунаби Сатторзода — член КНП от ОТО;
- Отахон Латифи — член КНП от ОТО;
- Киемиддин Гозиев — член КНП от ОТО;
- Файзиддин Имомов — член КНП от ОТО;
- Хабибулло Сангинов — член КНП от ОТО;
- Абдурахим Каримов — член КНП от ОТО;
- Атобек Амирбеков — член КНП от ОТО;
- Мухаммадали Файзмухаммад — член КНП от ОТО;
- Мансур Джалилзода — член КНП от ОТО;
- Мирзомухаммади Мирзоходиев — член КНП от ОТО.